# Korean Federation of Environmental Movements
Die Korean Federation for Environmental Movements (KFEM) ist eine nichtstaatliche Umwelt- und Naturschutzorganisation in Südkorea. KFEM ist das koreanische Mitglied des internationalen Naturschutznetzwerks Friends of the Earth. Die Organisation wurde 1993 gegründet und hat ihren Ursprung in der koreanischen Demokratiebewegung. KFEM spielt eine tragende Rolle in der demokratischen Zivilgesellschaft des Landes. Mit rund 80.000 Mitgliedern und etwa 50 lokalen Kreis- und Ortsgruppen in jeder Provinz und größeren Stadt ist KFEM der größte Umweltverband in Südkorea.
Die koreanische Umweltorganisation verfolgt eine Reihe von strategischer Ziele, darunter der Schutz ders Ökosysteme und die umweltfreundliche Landnutzung in Südkorea, den Ausstieg aus der Kernenergie und den Umstieg auf erneuerbare Energien sowie eine verstärkte grüne Lokalpolitik durch die Unterstützung von zivilen Graswurzelbewegungen.

## Organisation
Neben etwa 50 lokalen Kreis- und Ortsgruppen arbeitet KFEM in sechs spezialisierten Facharbeitskreisen:
- Bürgerinformationszentrum (CICE)
- Bürgerinstitut für Umweltstudien (CIES)
- Eco-Kooperative
- Korea Umweltbildungszentrum (KEEC)[1]
- Zentrum für Umweltrecht (ELC)[2]
- Monatliche Zeitschrift Ham-ke-sa-neun-gil[3]

## Projekte
Zu den Hauptthemen des Verbandes gehören Abschaffung von Atomenergie und Atomwaffen, Klimaschutz, erneuerbare Energien, Umgang mit umwelt- und gesundheitsschädlichen Chemikalien, Gentechnik, Schutz der Flüsse und Gewässer, Schutz der biologischen Vielfalt und Corporate Social Responsibility. Zu den internationalen Projekten der KFEM gehören unter anderem eine Großaktion gegen die Desertifikation von Nordost-China und der Inneren Mongolei von 2003 bis 2007 und ein Projekt im Amazonas-Gebiet in Brasilien im Jahr 2014.
KFEM engagiert sich an einer Vielzahl von größeren und kleineren Projekten.

### Schutz der entmilitarisierten Zone (DMZ) zwischen Nord- und Südkorea
Die entmilitarisierte Zone (DMZ) ist eine Pufferzone zwischen Nord- und Südkorea. Sie wurde am 27. Juli 1953 durch das Unterzeichnen des Waffenstillstandsabkommens gegründet. Die DMZ ist etwa 249 km lang und 4 km breit.
Ähnlich wie Grünes Band, ein vom deutschen BUND geleitetes Naturschutzprojekt in der Grenzzone zwischen ehemaliger DDR und BRD, setzt sich KFEM für den Schutz des außergewöhnlichen Naturraumes der DMZ ein. In den letzten sechs Jahrzehnten gab es nur eingeschränkten menschlichen Einfluss in der DMZ und den angrenzenden Landschaften. Daher konnten sich viele wilde und teils bedrohte Tierarten in die Region zurückziehen und erholen, unter anderem Vogelarten wie der Mandschurenkranich. KFEM führt in der DMZ Feldforschungen durch, um die biologische Vielfalt und den ökologischen Wert der Region zu untersuchen.

### Schutz der Flüsse und Gewässer
Südkorea gilt als eines der Länder mit der größten Anzahl an Staudämmen und hat im Verhältnis zur Fläche sogar die weltweit größte Dichte an Staudämmen. KFEM setzt sich für eine umweltfreundlichere Politik in Bezug auf koreanische Flüsse und Gewässer ein. Die Organisation ist für den langjährigen Protest gegen die größeren Dammprojekte bekannt. Ein besonders großes Bauprojekt ist das Grand-Chanel-Projekt, das die künstliche, 553 km lange Verbindung vom nördlichen Han-Fluss und südlichem Nakdong-Fluss vorsieht.

## Internationale Kooperation
KFEM setzt sich für eine verstärkte internationale Kooperation und Solidarität für den Schutz der globalen Umwelt ein. Als Mitglied von Friends of the Earth International (FoE) ist KFEM Teil eines globalen Netzwerkes von Umweltorganisationen in 74 Ländern. KFEM unterstützt FoEs Initiativen, wie zum Beispiel die Kampagne „Big Ask“ (Die Große Frage) für weltweiten Klimaschutz.
Des Weiteren arbeitet KFEM mit verschiedenen Umweltverbänden in Korea und im Ausland, um den Schutz des koreanischen Ökosystems und koreanischen sowie globalen natürlichen Ressourcen voranzutreiben.